# Resolutie 1837 Veiligheidsraad Verenigde Naties
Resolutie 1837 van de Veiligheidsraad van de Verenigde Naties werd unaniem door de VN-Veiligheidsraad aangenomen op 29 september 2008. Ze verlengde de ambtstermijnen van de rechters van het Joegoslavië-tribunaal tot 31 december 2009 en andere tot 31 december 2010.

## Achtergrond
In 1980 overleed de Joegoslavische leider Tito, die decennialang de bindende kracht was geweest tussen de zes deelstaten van het land. Na zijn dood kende het nationalisme een sterke opmars en in 1991 verklaarde Bosnië en Herzegovina zich onafhankelijk. De Servische minderheid in het land kwam hiertegen in opstand en begon een burgeroorlog, waarbij ze probeerden de Bosnische volkeren te scheiden. Tijdens die oorlog vonden massamoorden plaats waarbij tienduizenden mensen omkwamen. In 1993 werd het Joegoslavië-tribunaal opgericht, dat de oorlogsmisdaden die hadden plaatsgevonden moest berechten.

## Inhoud

### Waarnemingen
Volgens de resoluties 1503 (2003) en 1534 (2004) moest het tribunaal eind 2008 klaar zijn met de rechtszaken en in 2010 met al haar werk.

### Handelingen
De Veiligheidsraad besloot de ambtstermijnen van volgende permanente rechters in het tribunaal te verlengen tot 31 december 2010:
- Liu Daqun
- Theodor Meron

- Fausto Pocar
- Mohamed Shahabuddeen

Volgende permanente rechters zagen hun ambtstermijn verlengd tot 31 december 2009:
- Carmel Agius
- Jean-Claude Antonetti
- Iain Bonomy
- Christoph Flügge
- O-gon Kwon

- Bakone Moloto
- Fons Orie
- Kevin Parker
- Patrick Lipton Robinson
- Christine Van Den Wyngaert

Van volgende ad litem-rechters die op dat moment dienden bij het Hof werd de ambtstermijn verlengd tot 31 december 2009:
- Ali Nawaz Chowhan
- Pedro David
- Elizabeth Gwaunza
- Frederik Harhoff
- Tsvetana Kamenova
- Uldis Ķinis
- Flavia Lattanzi

- Antoine Mindua
- Janet Nosworthy
- Michèle Picard
- Árpád Prandler
- Kimberly Prost
- Ole Bjørn Støle
- Stefan Trechsel

En die van volgende ad litem-rechters die op dat moment niet aangesteld waren tot eveneens eind 2009:
- Melville Baird
- Frans Bauduin
- Burton Hall
- Frank Höpfel
- Raimo Lahti
- Jawdat Naboty
- Chioma Egondu Nwosu-Iheme

- Prisca Matimba Nyambe
- Brynmor Pollard
- Vonimbolana Rasoazanany
- Krister Thelin
- Klaus Tolksdorf
- Tan Sri Dato Lamin Haji Mohd Yunus

Ten slotte werd artikel °12, paragrafen °1 en °2, van de statuten van het tribunaal geamendeerd met deze in bijlage.

### Annex - Artikel °12: Samenstelling van de kamers
1. De kamers werden samengesteld uit maximaal zestien permanente rechters...
2. Een kamer mocht op elk gegeven moment uit maximaal drie permanente en negen ad litem-rechters bestaan...

## Verwante resoluties
- Resolutie 1786 Veiligheidsraad Verenigde Naties (2007)
- Resolutie 1800 Veiligheidsraad Verenigde Naties
- Resolutie 1845 Veiligheidsraad Verenigde Naties
- Resolutie 1849 Veiligheidsraad Verenigde Naties

Lijst ·  1795 ·  1796 ·  1797 ·  1798 ·  1799 ·  1800 ·  1801 ·  1802 ·  1803 ·  1804 ·  1805 ·  1806 ·  1807 ·  1808 ·  1809 ·  1810 ·  1811 ·  1812 ·  1813 ·  1814 ·  1815 ·  1816 ·  1817 ·  1818 ·  1819 ·  1820 ·  1821 ·  1822 ·  1823 ·  1824 ·  1825 ·  1826 ·  1827 ·  1828 ·  1829 ·  1830 ·  1831 ·  1832 ·  1833 ·  1834 ·  1835 ·  1836 ·  1837 ·  1838 ·  1839 ·  1840 ·  1841 ·  1842 ·  1843 ·  1844 ·  1845 ·  1846 ·  1847 ·  1848 ·  1849 ·  1850 ·  1851 ·  1852 ·  1853 ·  1854 ·  1855 ·  1856 ·  1857 ·  1858 ·  1859